# Aiko (prénom)
Pour les articles homonymes, voir Aiko.
Aiko est un prénom japonais féminin et un prénom germanique mixte.
- Pour l'ensemble des articles sur les personnes portant ce prénom, consulter :
  - la liste des articles dont le titre commence par ce prénom
  - les listes produites par Wikidata : Liste des personnes de prénom « Aiko » — même liste en incluant les éventuels prénoms composés qui contiennent « Aiko ».

## Prénom japonais
Aiko (あいこ) est un prénom japonais féminin.

### Personnalités
- Princesse Aiko de Toshi, fille de l'empereur du Japon Naruhito
- Aiko Nakamura, joueuse de tennis professionnelle
- Aiko Kayo, chanteuse de pop
- Aiko Kitahara, romancière
- Aiko Kitahara, chanteuse
- Aiko Uemura, skieuse acrobatique
- Aiko Sato, chanteuse
- Aiko Sato, actrice
- Aiko Sato, romancière
- Aiko Sato, judoka
- Aiko Yanai, couramment appelée Aiko, chanteuse de J-pop

### Dans la fiction
- Aiko Andō, personnage de l'anime True Tears